# Alain Villeneuve
Alain Villeneuve, né le 13 décembre 1945 est un maître international du jeu d'échecs français.

## Biographie
Il est champion de Paris en 1979, champion de France par équipes en 1985 et reçoit le titre de maître international en 1988. 
Il est champion de France de résolution de problèmes en 2005, domaine où il est également maître international depuis 2014.
Alain Villeneuve est connu pour être l'auteur d'un traité en deux volumes sur les finales.

## Une partie
Villeneuve-Rozentalis, Clichy, 1986
1. d4 Cf6 2.c4 e6 3. Cc3 Fb4 4. e3 0-0 5. Fd3 b6 6. Cge2 d5 7. 0-0 Fb7 8. Cg3 dxc4 9. Fxc4 Cbd7 10. a3 Fxc3 11. bxc3 c5 12. De2 Dc7 13. Fb2 e5 14. Tfc1! Tfe8 15. f3 e4 16. f4 Fc6 17. a4 Fd5 18. Fxd5 Cxd5 19. c4 Cb4 20. d5 Cd3 21. Tcb1 f6 22. Fc3 a5 23. Ch5 Rf7 24. g4 g6 25. Cg3 Dd6 26. Rh1 Te7 27. Tg1! Tf8 28. h4 Re8 29. Tg2 Rd8 30. Tf1 Tfe8 31. f5! Tf7 32. fxg6 hxg6 33. h5 g5 34. Cf5 Df8 35. h6 Th7 36. Th2 C7e5 37. Fxe5 Txe5 38. Rg2 De8 39. Dc2 Dd7 40. Db3 Cb4 41. Rg3 Rc7 42. Th5 Cd3 43. Rh3 Rb7 44. Cg7 De7 45. Cf5 Dd7 46. Cg7 De7 47. Db5 Cb4 48. Cf5 Dd8 49. Cg7 De7 50. Cf5 Dd8 51. Tf2 Df8 52. Cg7 De7 53. Cf5 Df8 54. Cg7 De7 55. Tf5! Txf5 56. Cxf5 De5 57. De8! Da1 58. Dxe4 Ra7 59. Cg3 Th8 60. h7 Dxa4 61. De7+ Ra6 62. Dxf6 De8 63. Th6 Db8 64. Ce4 Cd3 65. Cxg5 Te8 66. h8=D 1-0.

## Ouvrages
- Alain Villeneuve, Les finales (tome 1), Grasset, 1998 (ISBN 2-246-55801-8)
- Alain Villeneuve, Les finales (tome 2), Grasset, 1998 (ISBN 2-246-57441-2)
- Alain Villeneuve, Les finales aux échecs, Pôle, 2012 (ISBN 9-782848-841250)